# Artefakt

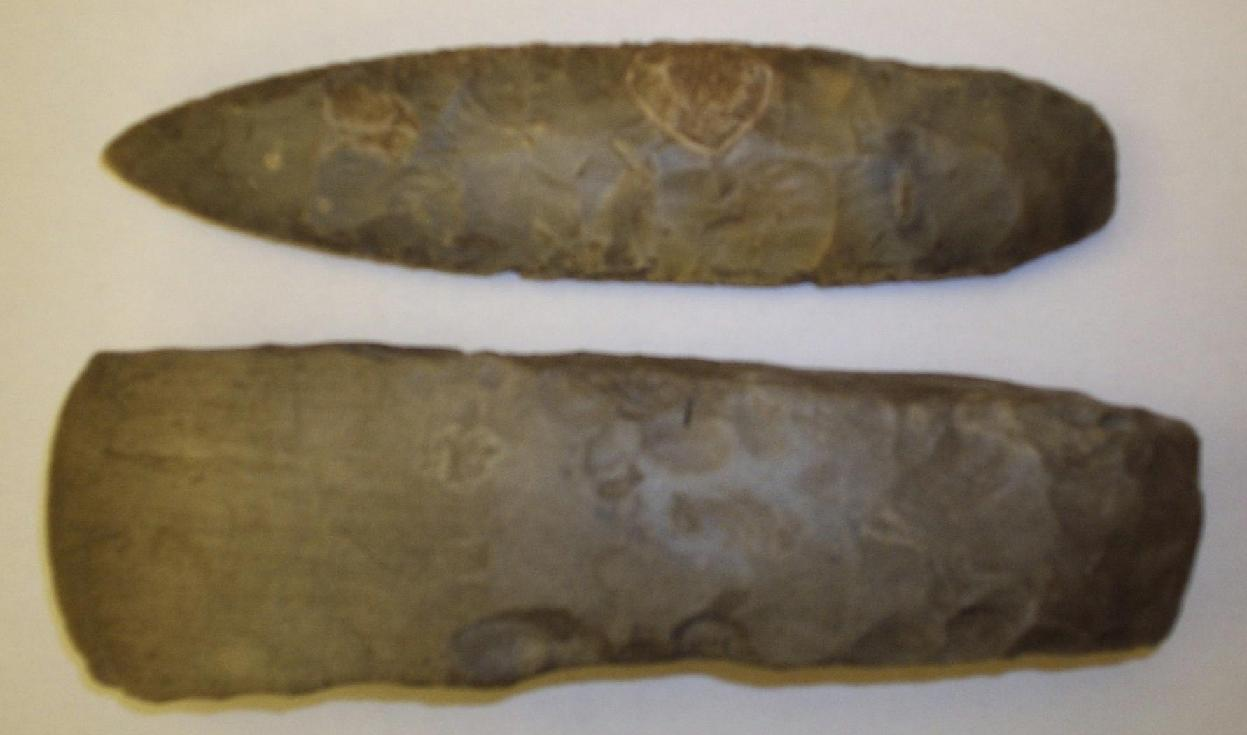
Två artefakter: kniv och yxa från stenåldern.

Artefakt (av latin ars, "konst", och facere, "göra", "tillverka") betyder "konstgjort föremål". Beteckningen, ordet, används för alla ting som tillverkats av människor – gamla föremål eller helt nytillverkade. I begreppet beroende på kontext kan även avfallsprodukter från tillverkning, mätstörningar inom exempelvis mätteknik och modellinslag i programvarors modelleringsspråk inkluderas. Den gemensamma nämnaren är att de är åstadkomna av människor. 
Begreppet artefakt hänger också nära samman med begreppet materiell kultur. En lista över artefakttyper och anläggningstyper, vilka uppträder tillsammans i ett och samma område och under samma tidsperiod, definierar en arkeologisk kultur. Arkeologins arbetsområde börjar med den första bevarade artefakten, från Homo habilis tid. Hominider före denna tid studeras uteslutande av paleontologer.

## Begreppet i olika discipliner

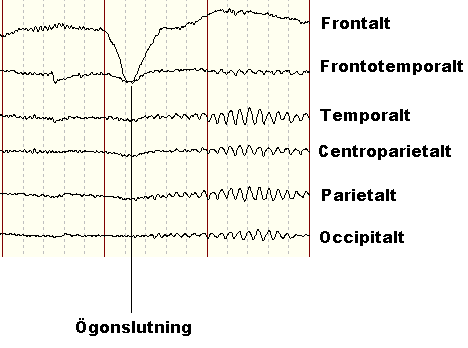
Ett exempel på en artefakt i ett EEG. Mellan varje tjockt streck är det en sekund. I början har personen ögonen öppna. När han stänger dem framträder den så kallade alfarytmen. Den stora deflektionen i den översta EEG-kanalen är en artefakt från ögonslutningen.

I konstvetenskap används begreppet för att beteckna av människan tillverkade föremål som givits en medveten form, det vill säga begreppet inkluderar alla fysiska konstföremål. 
I samtida samhällsvetenskaplig forskning om konstruktion och spridning av teknik och teknologi används begreppet (tekniska) artefakter för att benämna produkter av mänsklig verksamhet som har ett bestämmande inflytande på beteende och sociala relationer, exempelvis tvål, TV-apparater, datorer och mobiltelefoner. Även icke-materiella kulturpåfund, såsom sjudagarsvecka, facility management, osv, kan betecknas som artefakter, för att skilja dem från biologiskt givna mönster samtidigt som man trycker på att det är mänskliga idéer som fungerar som redskap för den samtida kulturen.
Termen används också om missvisande mätvärden på grund av fel i utrustning, yttre påverkan eller dylikt. De mönster man med hjälp av instrumenten iakttar härstammar inte från de fenomen man önskar undersöka utan tillkommer i apparaturen. Detta är då den medicinska termen artefakt (medicin).

## Ledartefakt
En ledartefakt eller ledtyp är en artefakt som är typisk för en arkeologisk period eller kultur. Som exempel kan nämnas gropkeramik och Ahrensburgspetsar. Genom förekomsten av ledartefakter kan en arkeologisk lokal tidsfästas med hjälp av relativ datering. Arkeologin hämtade detta begrepp från geologins ledfossil.

## Artefaktens väg till källmaterial
Enligt arkeologen Michael B. Schiffer flyttas artefakter mellan olika kontexter. Det finns två typer av kontexter: systemisk kontext och arkeologisk kontext. Den systemiska kontexten är den kontext där föremålet tillverkas och används medan den arkeologiska kontexten är där föremålet påträffas efter att det har slutat brukas. Föremål kan förflyttas mellan kontexterna enligt följande:
| Kontext 1   | Kontext 2   |
| ----------- | ----------- |
| Systemisk   | Arkeologisk |
| Systemisk   | Systemisk   |
| Arkeologisk | Systemisk   |
| Arkeologisk | Arkeologisk |

Den första typen av förflyttning är kanske den vanligaste, till exempel så tappar man ett föremål som då går upp i den arkeologiska kontexten. Den andra typen är ovanligare och det kan till exempel röra sig om ett föremål som aldrig uppgår i den arkeologiska kontexten, det kan till exempel vara ett heligt föremål som tas ur sin vardagliga kontext för att förvaras i ett tempel. Den tredje typen av förflyttning kan vara en arkeologisk utgrävning där en artefakt tas ur den arkeologiska kontexten till att förvaras i ett museum. Slutligen den sista typen av förflyttning behandlar föremål som rör sig inom den arkeologiska kontexten, förflyttande av till exempel djur eller naturprocesser.

### Till den arkeologiska kontexten
Att bestämma hur ett föremål har hamnat där det ligger är ofta avgörande för resultaten av en arkeologisk undersökning. Ligger föremålet på sin primära plats eller har det flyttats en eller flera gånger sedan det slutade användas?
Schiffer noterar fyra sätt varpå ett föremål kan uppgå i den arkeologiska kontexten:
1. Kassering
2. Undanröjande av de döda
3. Förlust
4. Övergivande

Lewis R. Binford, amerikansk arkeolog, gjorde en etnoarkeologisk studie av Inuiter i Alaska, där han noterade fem sätt varpå ett föremål kan uppgå i den arkeologiska kontexten:
1. Tappande
2. Kastande
3. Tillfällig placering
4. Långvarig placering
5. Dumpning

## Ekofakt
En ekofakt är ett föremål som inte är tillverkat av människohand utan som tvärtom har ett naturligt ursprung. En ekofakt kan till exempel utgöras av träkol av grenar eller hasselnötsskal som har ett arkeologisk källvärde som grund för 14C -analys, eller andra föremål av naturligt ursprung som kan användas i den arkeologiska tolkningsprocessen.

## Lösfynd
Lösfynd kallas ett enstaka eller fåtal föremål från förhistorisk tid, medeltid eller äldre historisk tid som tillvaratagits utan att fyndomständigheterna noterats. Föremålens vetenskapliga värde har därmed kraftigt minskats.

## Depåfynd
Depåfynd är två eller flera föremål nedlagda som offer (vanligen i mossar) eller som skatter avsedda att återupptagas (ofta i anslutning till bebyggelse). Alternativt används orden offerfynd eller skattfynd.